# Euphlyctis ghoshi
Espèce
Synonymes
- Rana ghoshi Chanda, 1991 "1990"

Statut de conservation UICN

 DD  : Données insuffisantes
Euphlyctis ghoshi est une espèce d'amphibiens de la famille des Dicroglossidae.

## Répartition
Cette espèce est endémique du Manipur en Inde. Elle n'est connue que par son holotype découvert dans la réserve de la forêt Khugairk à 925 m d'altitude.

## Étymologie
Cette espèce est nommée en l'honneur d'Asish Kumar Ghosh.

## Publication originale
- Chanda, 1991 "1990" : A new frog of the genus Rana (Ranidae: Anura) from Manipur, northeastern India. Hamadryad, Madras, vol. 15, p. 16-17.